# Ceratinopsis monticola
Ceratinopsis monticola là một loài nhện trong họ Linyphiidae.
Loài này thuộc chi Ceratinopsis. Ceratinopsis monticola được Eugène Simon miêu tả năm 1894.